# V-Stellung

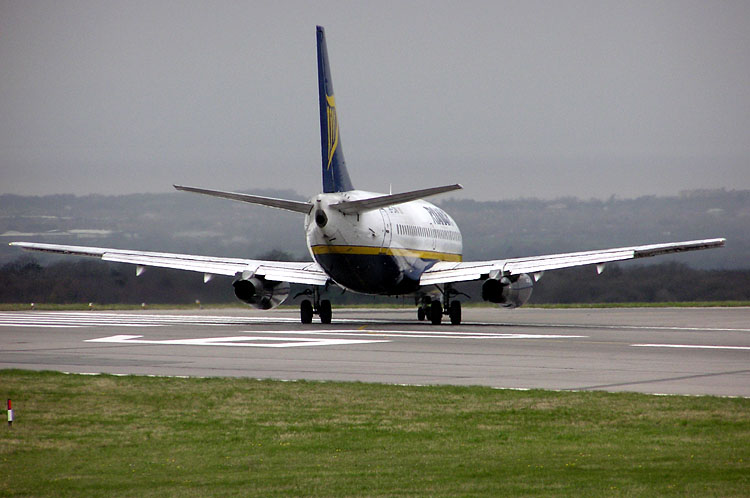
V-Stellung der Tragflächen und des Leitwerks einer Boeing 737

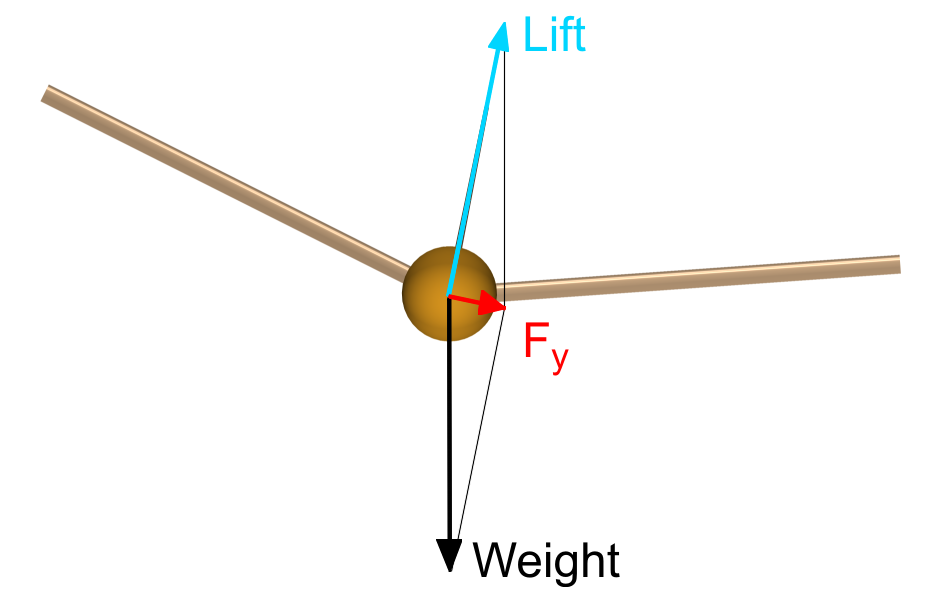
Die nicht ausgeglichene Gewichtskomponente bewirkt eine seitlich gerichtete Kraft F, die das Schieben des Flugzeuges verursacht.

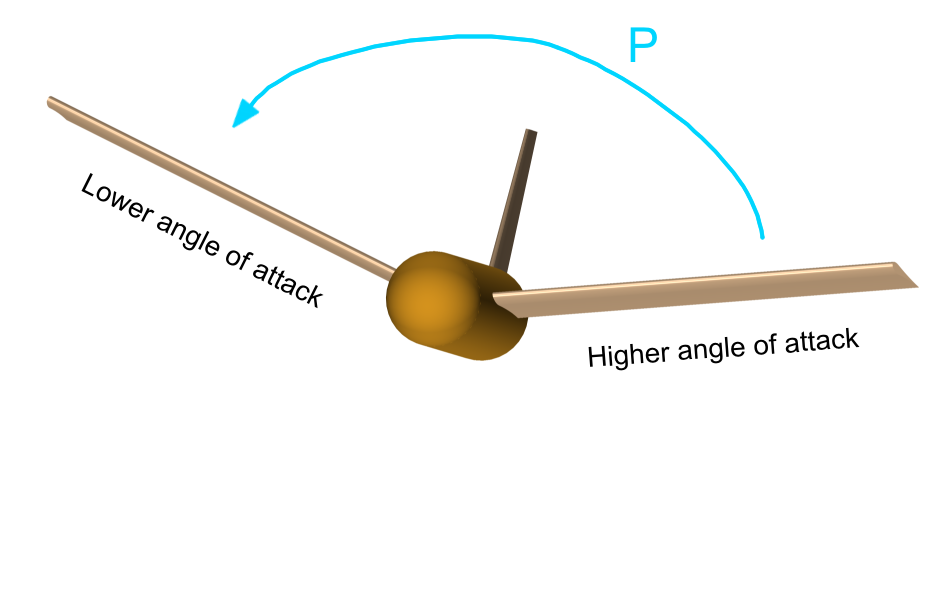
Die niedrigere Tragfläche bekommt einen höheren Anstellwinkel, was in einer stabilisierenden Rollbewegung resultiert.

V-Stellung bezeichnet den aufwärts gerichteten Winkel zwischen den Tragflächen eines Flugzeuges vom Ansatz bis zur Spitze, den man von direkt vor bzw. hinter dem Flugzeug betrachten kann. Ein abwärts gerichteter Winkel wird als negative V-Stellung bezeichnet.

## Sinn der V-Stellung
Der Zweck der V-Stellung ist es, Stabilität in der Rollachse zu gewinnen. Falls eine Turbulenz das Flugzeug aus seiner normalen Fluglage rollt, wird es in Richtung der abwärts gehenden Tragfläche schieben (vgl. Fig. 1), wodurch ein Luftstrom entlang der Längsachse der Tragfläche (also quer zum Rumpf) erzeugt wird. Dieser Luftstrom trifft allerdings parallel zur Schiebekraft {\displaystyle F_{y}} auf die Querkante der Tragfläche auf und erzeugt damit – zusätzlich zum nach vorne gerichteten Anstellwinkel – einen Queranstellwinkel. Dadurch entsteht ein einseitig erhöhter Auftrieb, der das Flugzeug, ohne dass mit dem Querruder der störenden Rollbewegung gegengesteuert wird, wieder in seine Ausgangslage zurückrollt (vgl. Fig. 2).
Eine verbreitete, aber inkorrekte Erklärung für die Wirkungsweise der V-Stellung ist, dass die abgesunkene Tragfläche den Luftstrom stört und deswegen die andere Tragfläche nachzieht. Eigentlich entsteht an der abgesunkenen Tragfläche aber zusätzlicher Auftrieb, der der Rollbewegung entgegenwirkt. Eine andere Möglichkeit dies zu visualisieren ist, sich vorzustellen, dass das Flugzeug in einem v-förmigen flachen Schlitz liegt, was eine natürliche stabile Position darstellt. Diese Erklärung wird oft in Büchern zur Vereinfachung des Sachverhalts genutzt, ist aber grundsätzlich nicht vollkommen richtig. Die scheinbare Oberflächenvergrößerung trägt nämlich nicht zum erhöhten Auftrieb bei.
Die meisten Passagier- und Transportflugzeuge setzen Tragflächen in V-Stellung ein, um eine stabilere Fluglage zu haben. Bei vielen Kunstflugmaschinen wird hingegen auf die V-Form verzichtet, da bei diesen Luftfahrzeugen mehr Wert auf Wendigkeit und neutrales Flugverhalten sowohl im Normal- als auch im Rückenflug gelegt wird als auf einen sicheren stabilen Geradeausflug.

## Negative V-Stellung

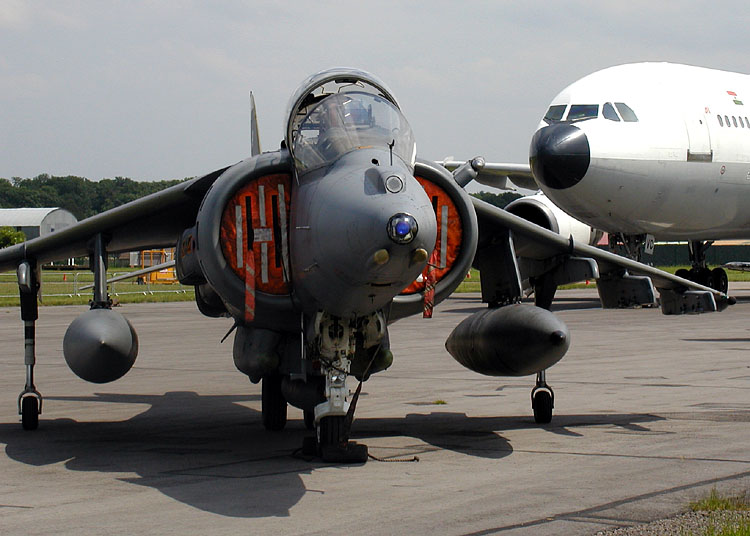
Negative V-Stellung eines Harrier GR7

Im Gegensatz dazu haben die Tragflächen von Kampfflugzeugen entweder keine oder sogar eine negative V-Stellung. Dies verringert die Eigenstabilität des Flugzeuges, erhöht aber die Wendigkeit und die mögliche Rollrate.
Ein Nebeneffekt der V-Stellung kann die Kopplung verschiedener Rollbewegung unter bestimmten Bedingungen sein, was das Flugzeug wie einen Korkenzieher durch die Luft drehen lässt. Eine holländische Rolle genannte Rollbewegung kann sehr unangenehm sein und sogar zum Kontrollverlust oder zur strukturellen Überlastung des Flugzeuges führen. Ein gewisser Anteil negativer V-Stellung kann diesen Effekt kompensieren. Die negative V-Stellung wird auch bei gepfeilten Schulterdeckern, wie der BAe 146 oder der Lockheed C-5 Galaxy eingesetzt. Diese Tragflächenanordnung kompensiert Rollbewegungen auf andere Art und Weise und benötigt deswegen keine positive V-Stellung. In der Praxis besitzen diese Anordnungen eine so hohe Eigenstabilität um die Rollachse, dass eine negative V-Stellung der Tragflächen benötigt wird, um das Flugzeug manövrieren zu können.
Eine erhöhte Pfeilung trägt auch zur Rollstabilität bei. Dies ist ein weiterer Grund, warum bei Kampfflugzeugen mit hoher Pfeilung eine negative V-Stellung eingesetzt wird. Bei größerer Pfeilung der Tragflächen wird auch bei Passagierflugzeugen wie der Tu-134 und der Tu-154 eine negative V-Stellung angewandt.